# Kevin Bernhardt
Kevin Bernhardt (ur. 2 kwietnia 1961 w Daytona Beach, na Florydzie) – amerykański aktor, scenarzysta i producent filmowy.

## Życiorys

### Wczesne lata
Urodził się w Daytona Beach na Florydzie. Był adoptowanym dzieckiem przez urzędnika kontroli Navy Damage 'Reda' Bernhardta i jego żony Beverly. Spędził lata w afroamerykańskiej podstawówce Turie T. Small, w ramach integracji w latach 60. Jego rodzina przeniosła się do parku w hrabstwie Susquehanna w Pensylwanii, gdzie ukończył szkołę średnią i został Eagle Scout. Ukończył State University of New York w Binghamton, gdzie otrzymał tytuł Bachelor’s degree na wydziale ekonomii.

### Kariera
Po raz pierwszy na srebrnym ekranie pojawił się w operze mydlanej ABC Szpital miejski (General Hospital, 1983) w roli doktora Kevina O’Connora. Powrócił do tego serialu w latach 1986-97 i 1999-2007. Na dużym ekranie debiutował we francuskim filmie Ogień pod skórą (Le Feu sous la peau, 1985). Znalazł się w obsadzie opery mydlanej ABC Dynastia (Dynasty, 1989) jako ksiądz Tanner McBride.

### Życie prywatne
24 grudnia 1987 ożenił się z aktorką Apollonią Kotero, jednak w roku 1996 rozwiódł się. 25 grudnia 2003 roku poślubił aktorkę Susie Oliver. Jednak w roku 2009 doszło do rozwodu.

## Filmografia

### Obsada aktorska

#### Filmy fabularne
- 1985: Ogień pod skórą (Le Feu sous la peau) jako Raphael
- 1987: Counterforce (Escuadrón) jako Sutherland
- 1987: Bez urazy (Kick or Die) jako Don Potter
- 1989: Północny Wojownik (Midnight Warrior) jako Nick Branca
- 1992: Wysłannik piekieł III: Piekło na ziemi (Hellraiser III: Hell on Earth) jako J.P. Monroe
- 1993: Piękna szkoła (Beauty School) jako Colt
- 1994: Ścigani przez strach (Treacherous) jako Damon Vasquez
- 1995: Nieśmiertelni (The Immortals) jako Billy Knox
- 1997: Ponad światem (Top of the World) jako Dean

#### Seriale TV
- 1983, 1986-97: Szpital miejski (General Hospital) jako dr Kevin O’Connor
- 1989: Dynastia (Dynasty) jako Ks. Tanner McBride
- 1989-90: Superboy jako dr Byron Shelley
- 1999-2007: Szpital miejski (General Hospital) jako dr Kevin O’Connor

### Scenariusz

#### Filmy fabularne
- 1995: Nieśmiertelni (The Immortals)
- 1998: Saper (Sweepers)
- 1999: Pięć asów (Five Aces)
- 1999: Wróg mojego wroga (Diplomatic Siege)
- 2000: Turbulencja 2: Strach przed lataniem (Turbulence 2: Fear of Flying)
- 2000: Niebezpieczny związek (Jill the Ripper)
- 2003: Ostatni Taniec (One Last Dance)
- 2005: Virginia
- 2006: Siła spokoju (Peaceful Warrior)
- 2007: Shi
- 2008: John Rambo

#### Filmy TV
- 1997: Wróg naturalny (Natural Enemy)

### Producent
- 1995: Nieśmiertelni (The Immortals)
- 1997: Ponad światem (Top of the World)
- 2000: Amazing Grace